# Polk Township (comté de Christian, Missouri)
Pour les articles homonymes, voir Polk Township et Polk.
Polk Township est un ancien township  du comté de Christian dans le Missouri, aux États-Unis.